# Sicilia!
Pour plus de détails, voir Fiche technique et Distribution.
Sicilia! est un film franco-italien réalisé par Jean-Marie Straub et Danièle Huillet en 1998, sorti en septembre 1999.

## Synopsis
Adaptation du roman Conversation en Sicile (1939) d'Elio Vittorini dont il reprend les dialogues originaux, le film raconte le retour dans son village natal d'un Sicilien exilé à New York. Au cours de son voyage, il rencontre une galerie de personnages siciliens (un vendeur d'orange rêvant d'Amérique, un fossoyeur « employé du cadastre », un rémouleur poète, etc.) avant de débattre avec sa mère de la séparation de ses parents. 
Une plongée dans le quotidien de la Sicile avec ses poivrons en hiver et ses harengs grillés en été, ses mines de soufre et sa misère vingt jours par mois.

## Fiche technique
- Titre : Sicilia!
- Réalisation : Jean-Marie Straub et Danièle Huillet
- Scénario et dialogues : d'après Conversation en Sicile d'Elio Vittorini (1939)
- Image : William Lubtchansky
- Son : Jean-Pierre Duret et Louis Hochet
- Montage : Jean-Marie Straub et Danièle Huillet
- Assistant réalisateur : Jean-Charles Fitoussi
- Musique :  Ludwig van Beethoven, extraits du Quatuor op. 132
- Société de production : Pierre Grise Productions, Straub-Huillet Films
- Société de distribution : Pierre Grise
- Pays de production :  Italie,  France
- Format : noir et blanc - 1,37:1 - 35 mm
- Durée : 66 minutes (trois montages différents existent)
- Dates de sortie : 
  - France : 15 septembre 1999
  - Italie : 5 novembre 1999

## Distribution
- Gianni Buscarino : le fils
- Angela Nugara : la mère
- Vittorio Vigneri : le rémouleur
- Maddio : le vendeur d'oranges
- Ignazio Trombello, Simone Nucatola : policiers
- Giovanni Interlandi : le voyageur